# LIAZ 400 series
 (novembre 2020).
La série LIAZ 400 est une gamme de camions fabriquée par la société tchèque LIAZ entre 1996 et 2003. Il existe deux versions: le Xena et le Fox.